# Pontus Rödin
Pontus Rödin (født 16. august 2000 i Linköping, Sverige) er en svensk fodboldspiller, der spiller for den danske Superliga-klub Silkeborg IF.

## Klubkarriere

### Ungdom
Pontus spillede sin ungdomskarriere for BK Derby, MB United og AFK Linköping.

### AFK Linköping
I 2016 debuterede Pontus Rödin for AFK Linköping’s 1. hold i Division 3.

### FC Linköping City
Den 27. december 2017 skiftede Pontus Rödin AFK Linköping’s rivaler, Linköping City.

### AFC Eskilstuna
Den 14. august 2019 skrev Pontus Rödin en 3.5-års kontrakt med AFC Eskilstuna, som spillede i Allsvenskan. Den 19. august 2024 debuterede Pontus Rödin i Allsvenskan for klubben i et 3-0 tab imod Djurgårdens IF.

### IK Brage
Den 2. februar 2022 skrev Pontus Rödin en 3-års kontrakt med IK Brage.

### Silkeborg IF
Den 29. januar 2024 skiftede Pontus Rödin til den danske Silkeborg IF på en 4-årig kontrakt.